# ستيفن فري
ستيفن فري (بالإنجليزية: Stephen Frey)‏ (1960، فلوريدا في الولايات المتحدة)؛ كاتب وروائي أمريكي. درس في جامعة فرجينيا.